# NKS 1867 4to
NKS 1867 4to（Danish Royal Library, MS NKS 1867 4oとも。NKS とは Den nye kongelige samling （デンマーク語で「王立図書館新コレクション」の意）の略）とは、1760年頃の紙写本である。現在はコペンハーゲンのデンマーク王立図書館に収められている。
この写本にはスカルド詩や、ルーン文字学 (en) に繋がる情報が含まれていた。
- ソールの唄（en, 『太陽の唄』とも）
- Samtak um rúnir, Björn Jónsson á Skarðsá

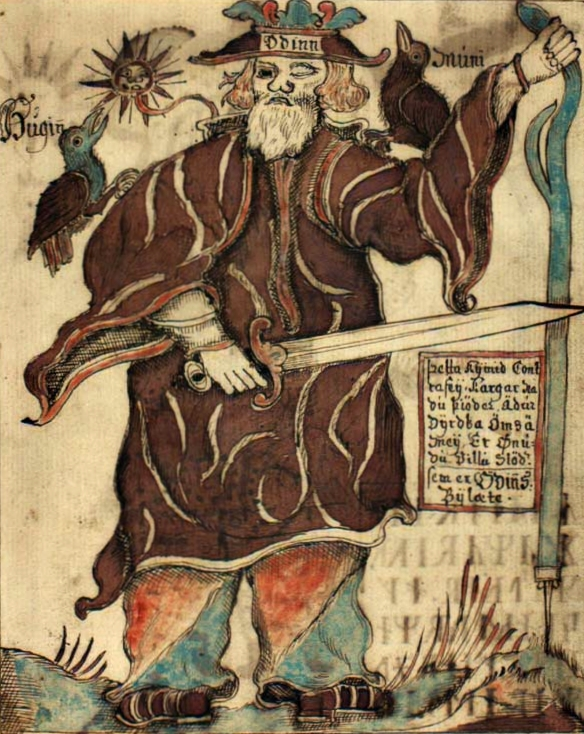
オージン。
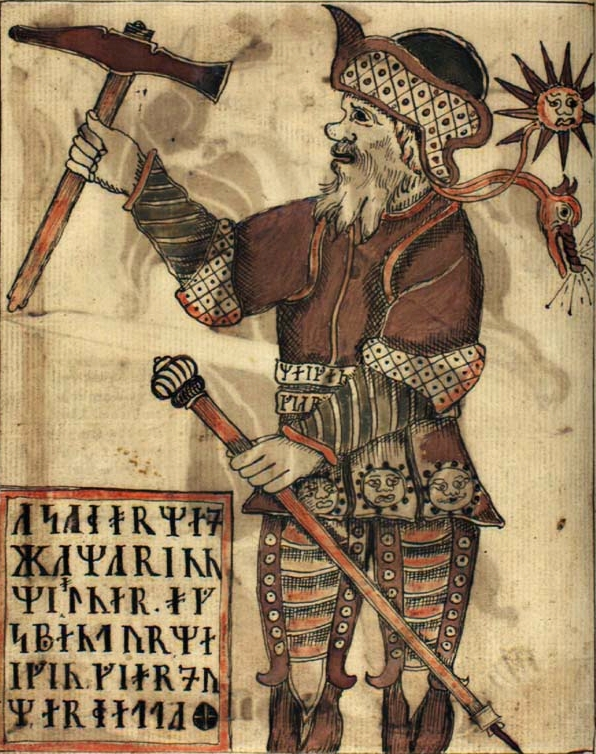
ソール。
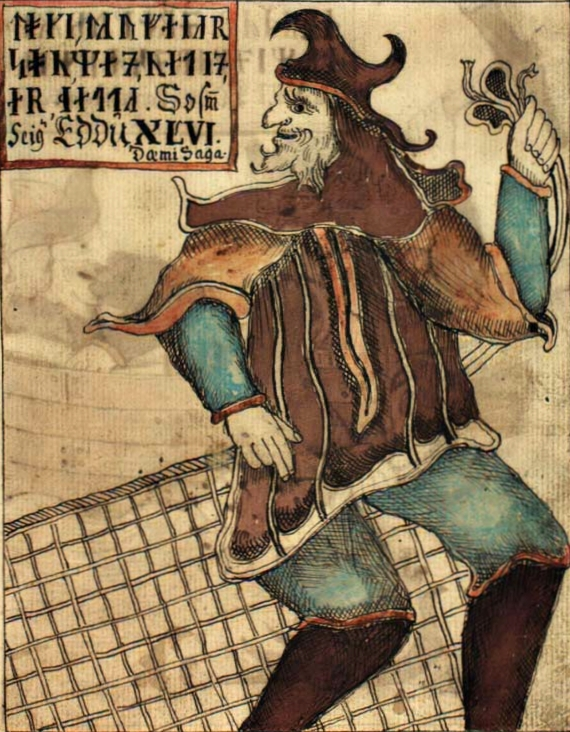
ロキ。
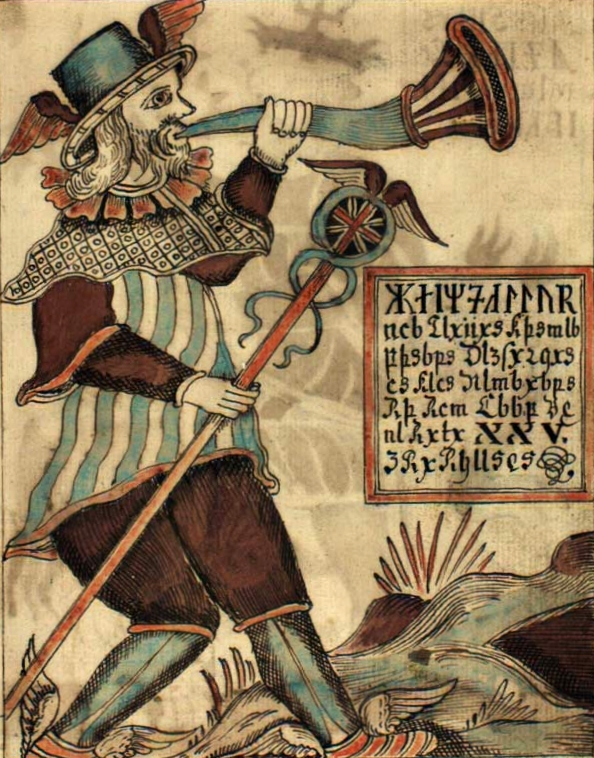
ヘイムダッル。
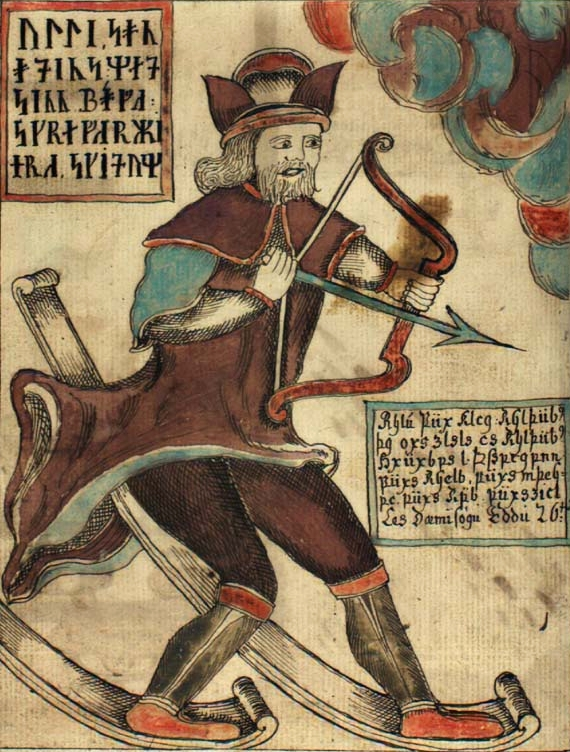
ウッルル。
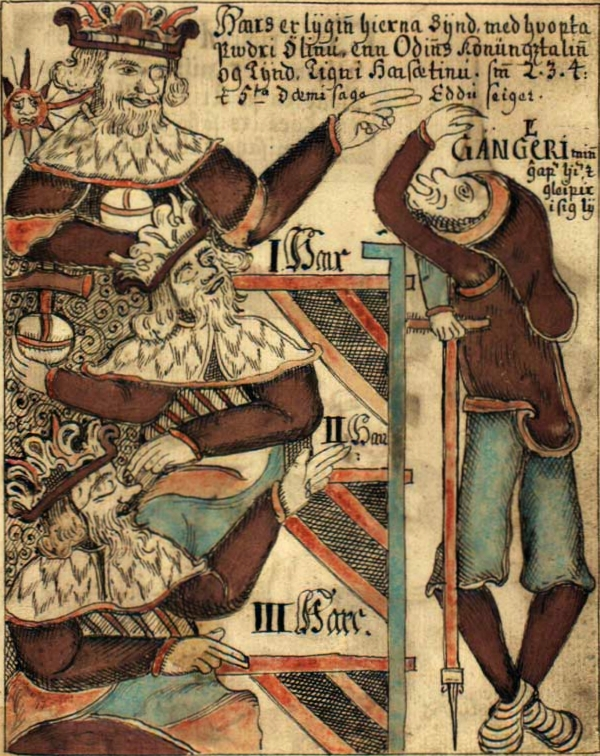
『ギュルヴィたぶらかし』の一場面。
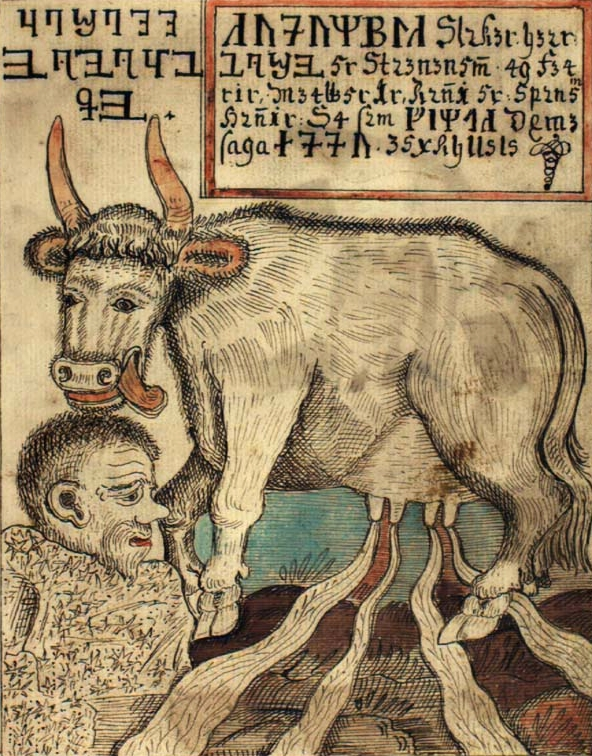
アウズンブラの乳を舐めるブーリ。
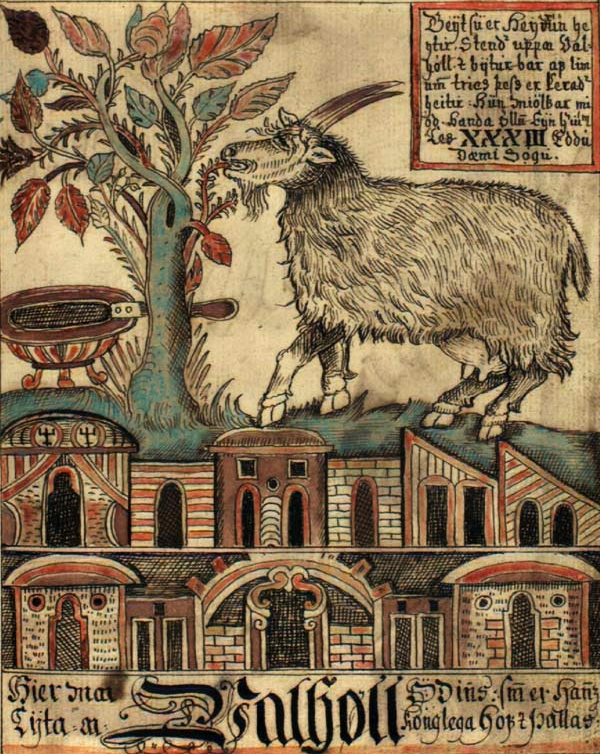
ヘイズルーン。
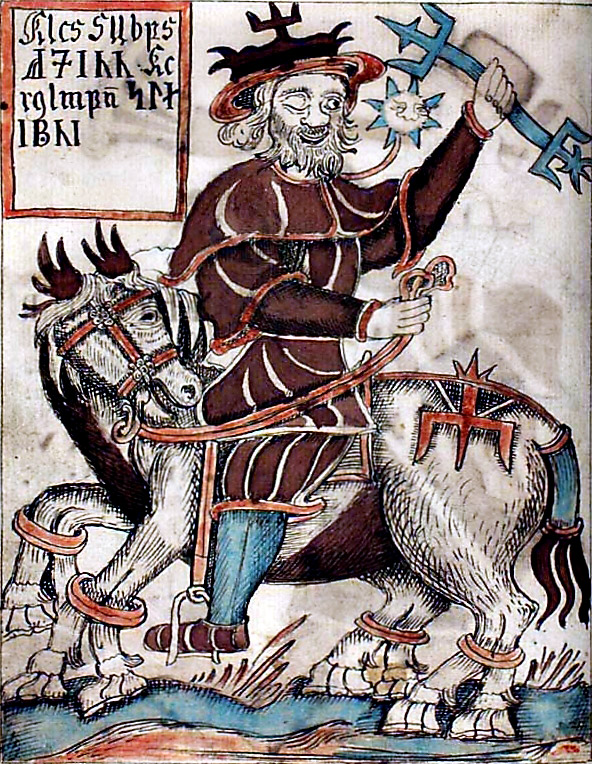
スレイプニルを駆るオージン。
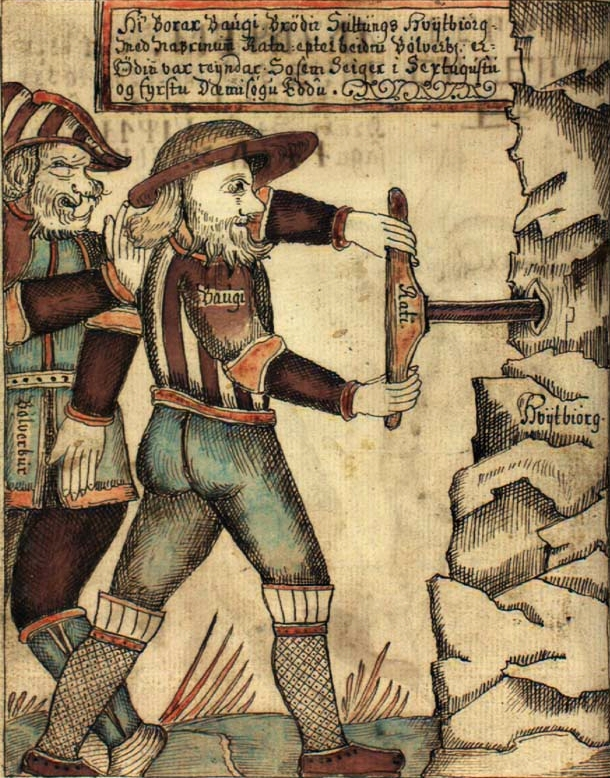
バウギに穴を掘らせるオージン。
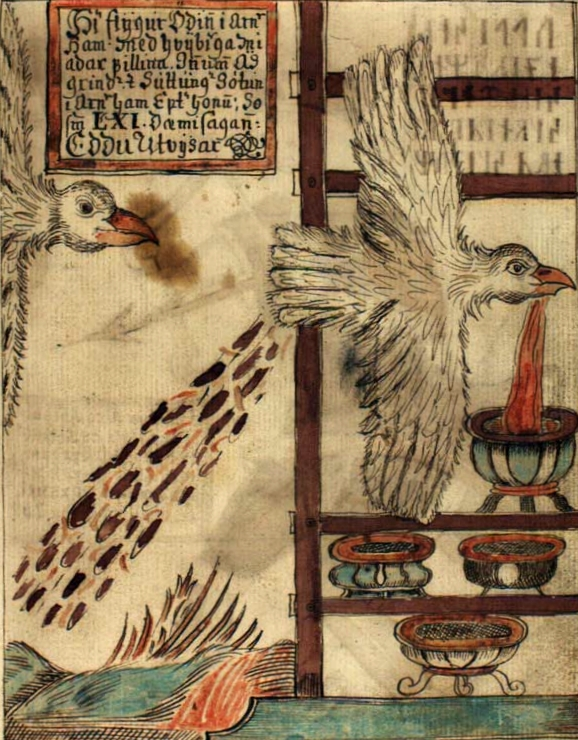
詩人の蜜酒を持ち帰るオージン。
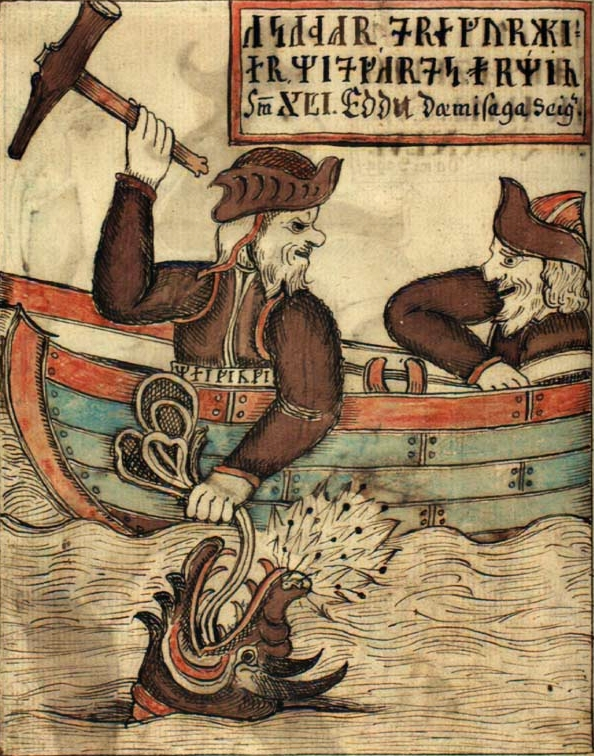
ヨルムンガンドルを釣り上げようとするソールとヒュミル。
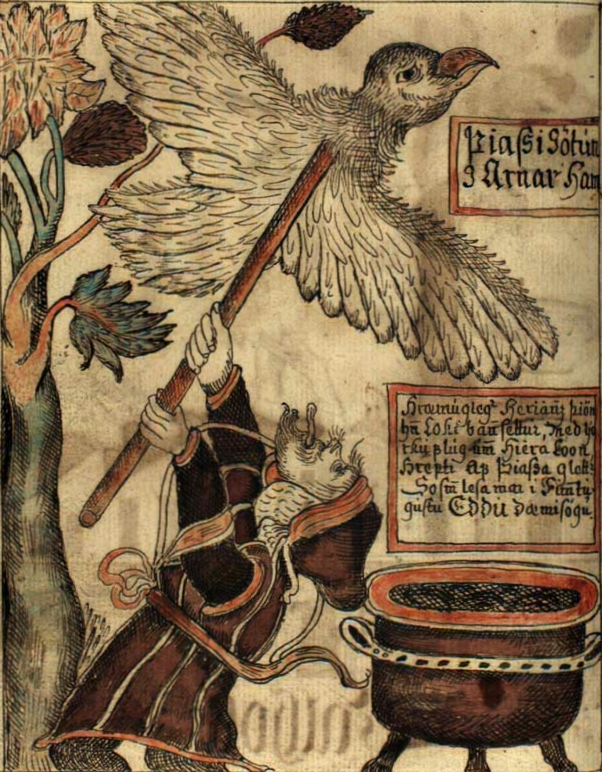
シャツィを棒で叩くが、その棒ごと空へと釣り上げられるロキ。
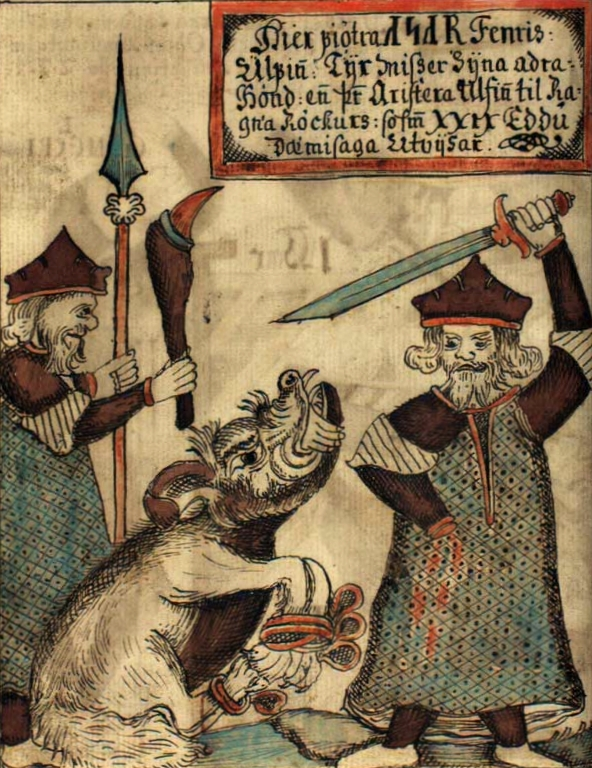
テュールの右腕を噛み千切るフェンリル狼。
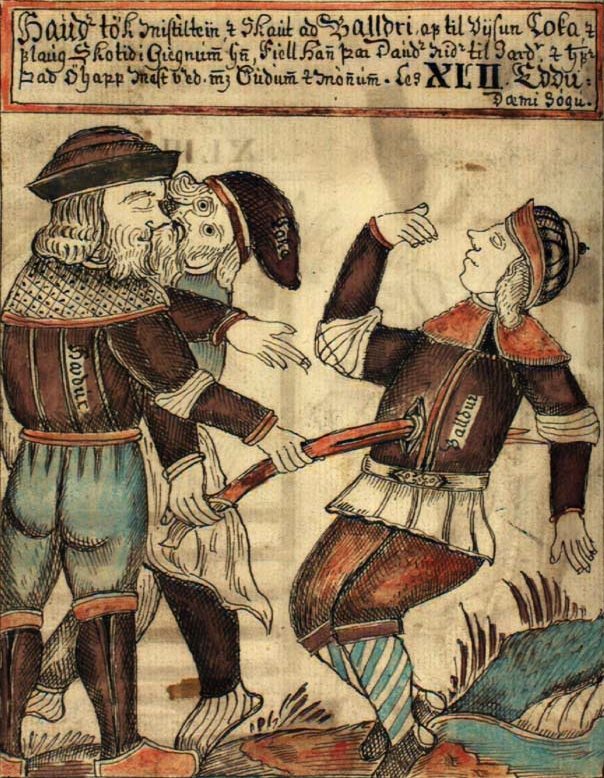
ホズルにバルドルを殺させるロキ。
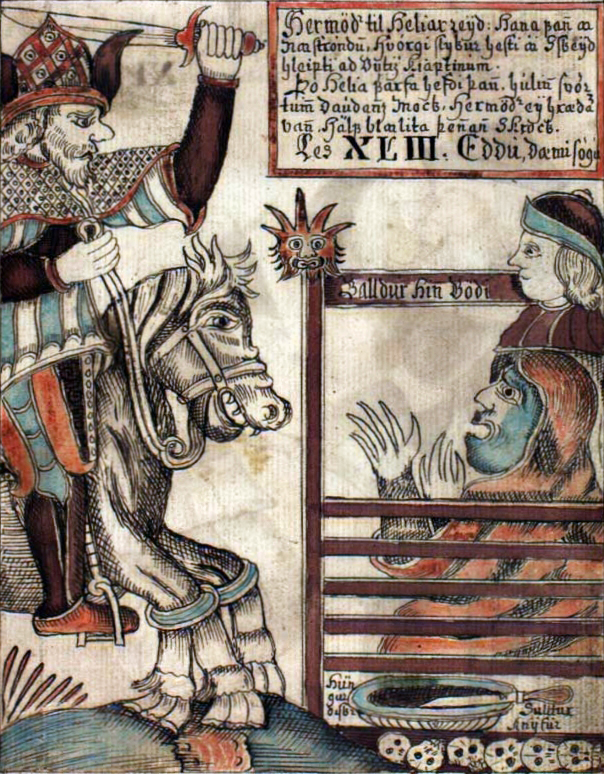
馬に乗ってヘルの下を訪れるヘルモーズル。